# مقاطعة كلارك (ألاباما)
مقاطعة كلارك (بالإنجليزية: Clarke County, Alabama)‏ هي إحدى مقاطعات ولاية ألاباما في الولايات المتحدة. تأسست سنة 1812، بلغ عدد سكانها 25833 نسمة في عام 2010 حسب إحصاء مكتب تعداد الولايات المتحدة وتصل الكثافة السكانية فيها 8 نسمة/كم2.

## أعلام
- جون ميرفي

## وصلات خارجية
- www.clarkecountyal.com